# 罗雄文庙
罗雄文庙，即罗平州文庙，位于云南省曲靖市罗平县罗雄街道九龙社区罗平县人民医院内，始建于明万历十五年（1587年），清乾隆九年（1744年）迁至今址，光绪四年（1878年）重修。民国二十四年（1935年）罗平简易师范学校（后称罗平中学）在文庙开办，1963年罗平县人民医院住院部迁入，1973年，除大成门外的建筑被拆除。大成门坐西向东，五开间，通面阔25.5米，进深12米，通高9米，占地面积306平方米，单檐硬山顶，穿斗式木结构建筑。大成门两侧各有耳房三间，通面阔12米，进深10.5米，通高5米，单檐硬山顶结构建筑。1986年7月15日，“罗雄文庙大成门”被公布为第一批罗平县文物保护单位。